# Drosophila oreia
Drosophila oreia är en tvåvingeart som beskrevs av Léonidas Tsacas 1980. Drosophila oreia ingår i släktet Drosophila och familjen daggflugor.
Artens utbredningsområde är Uganda.